# Picumnus lafresnayi
Picumnus lafresnayi là một loài chim trong họ Picidae.